# Hans Harmuth
Hans Harmuth (* 25. Januar 1929) ist ein ehemaliger deutscher Fußballspieler. Für den SC Rotation Leipzig spielte er von 1957 bis 1959 in der DDR-Oberliga, der höchsten Spielklasse im DDR-Fußball.

## Sportliche Laufbahn
1957 kam der 28-jährige Hans Harmuth vom viertklassigen Bezirksligisten Stahl Lippendorf zum SC Rotation Leipzig, dem Spitzenclub der Sportvereinigung Rotation. Seinen ersten Oberligaeinsatz hatte er am 10. Spieltag der Saison 1957 (Kalenderjahr-Spielzeit) als halblinker Stürmer in der Begegnung SC Rotation – BSG Rotation Babelsberg. Mit seinem Tor zum 2:0-Endstand feierte er auch seinen Einstand als Torschütze. Bis zum Saisonende bestritt Harmuth insgesamt neun Oberligaspiele, in denen er stets für nicht einsatzbereite Stürmer aufgeboten wurde. Sein Torkonto konnte er auf vier Treffer erhöhen. In der Saison 1958 hatte er zunächst Konkurrenz durch den zehn Jahre jüngeren Rainer Trölitzsch, den er aber nach vier Spielen ablösen konnte und danach im Angriff auf halbrechts gesetzt war. Mit seinen sechs Punktspieltoren gehörte er zu den erfolgreichsten Schützen seiner Mannschaft. 1959 war Harmuth von Anfang an Stammspieler. Bis zur Sommerpause bestritt er auf seiner gewohnten Position alle 13 Oberligaspiele und konnte vier Tore erzielen. Danach schied er aus dem Kader des SC Rotation aus, ohne dass er noch einmal im höherklassigen Fußball erschien.